# サーグッド・マーシャル
サーグッド・マーシャル（英語: Thurgood Marshall、1908年7月2日 - 1993年1月24日）は、アメリカ合衆国の法律家で、アフリカ系アメリカ人として初めて合衆国最高裁判所判事になった人物である。

## 経歴
1908年7月2日にメリーランド州ボルチモアで生まれた。彼の祖父は奴隷だった。
1930年、マーシャルはリンカーン大学を卒業した。卒業後、彼はメリーランド大学法科大学院に入学を志望した。しかし、白人と有色人種の分離政策のため学校側から受け入れを拒否された。そこで、代わりにワシントンD.C.にあるハワード大学に入学する。在学中の彼は、チャールズ・ハミルトン・ヒューストン学部長に大きな影響を受けたとされている。マーシャルは、憲法のもとにおける平等という信条を全てのアメリカ人に実現したいという願望をもつようになる。また彼は、アフリカ系アメリカ人学生により1906年に創設されたフラタニティ「Alpha Phi Alpha」のメンバーにもなった。
1933年、マーシャルはハワード大学を首席で卒業して法学学士の学位を授与され、ボルチモアで個人法律事務所を開業した。そして翌1934年、彼はボルチモアの全米黒人地位向上協会（NAACP：National Association for the Advancement of Colored People）で働き始めた。彼が手がけた最初の大きな市民権事例として「マレイ対ピアソン裁判」がある。この訴訟は、アマースト大学を卒業したドナルド・ゲインズ・マレイという黒人学生が、分離平等政策のためメリーランド大学法科大学院への入学を許されなかったことを不服として訴えたもので、彼は州と争い全面勝訴しただけでなく、この判決が道徳的判決の先例にもなった。
マーシャルは32歳でNAACPの首席弁護人に任命され、32の裁判のうち29で勝訴するという活躍を見せた。その中には、人種統合と公民権運動への道を開いたとされるブラウン対教育委員会裁判がある。
この裁判によって、法律上の全ての人種差別は個人に対する法の平等保護を定めたアメリカ合衆国憲法修正第14条に違反するという判例が確立した。さらにこの判決は1896年の「プレッシー対ファーガソン裁判」における「分離すれども平等」という先例をも覆した。
1967年6月13日、リンドン・B・ジョンソン大統領はマーシャルを最高裁判所判事に任命した。同年8月30日に上院に承認され、10月2日に宣誓のうえ就任した。これは、96番目にして初めての、アフリカ系黒人最高裁判所判事の誕生だった。
1991年、引退を発表。1992年ベンジャミン・フランクリン・メダル受賞。1993年1月24日、午後2時にメリーランド州にあるベセスダ海軍病院で心臓麻痺により死去した。